# ナガバモミジイチゴ
ナガバモミジイチゴ（長葉紅葉苺 Rubus palmatus var. palmatus）とは、バラ科キイチゴ属に分類される植物の一種。名前は葉の形がモミジのように裂けることから。

## 特徴
根は地下で横に伸び、あちこちから茎を出す。茎は立ち上がるが先端では次第に横に伸び、枝を出して平面状に広がる。茎には棘が多い。葉は地域・個体によって違い、カエデのように浅く裂けるか、全体に縦長な形になるなど変異が大きい。ただし生育状態等で大きく変わり、裂けない葉を出す場合もある。花は4-5月、白い5弁の花を、単独で枝先につける。花は細い柄で下を向き、葉陰に咲く。初夏に実る果実はいわゆるキイチゴ状で黄色、または薄いオレンジ色。甘みがある。

## 分布
日当たりの良い林道脇・斜面等でよく見かけ、森林伐採後に集団をなすこともある。棘があるため、藪漕ぎには困るが、枝が一方に向かって広がり、絡み合わないのが救いである。主に西日本（本州の中部・近畿地方以西、四国、九州）に分布し、朝鮮、中国からも知られる。変種のモミジイチゴは東日本に分布する地理変異種である。葉がやや幅広いことで本種と区別されるが、葉の形はやはり変異が多く、確実な区別は難しい。

## ギャラリー

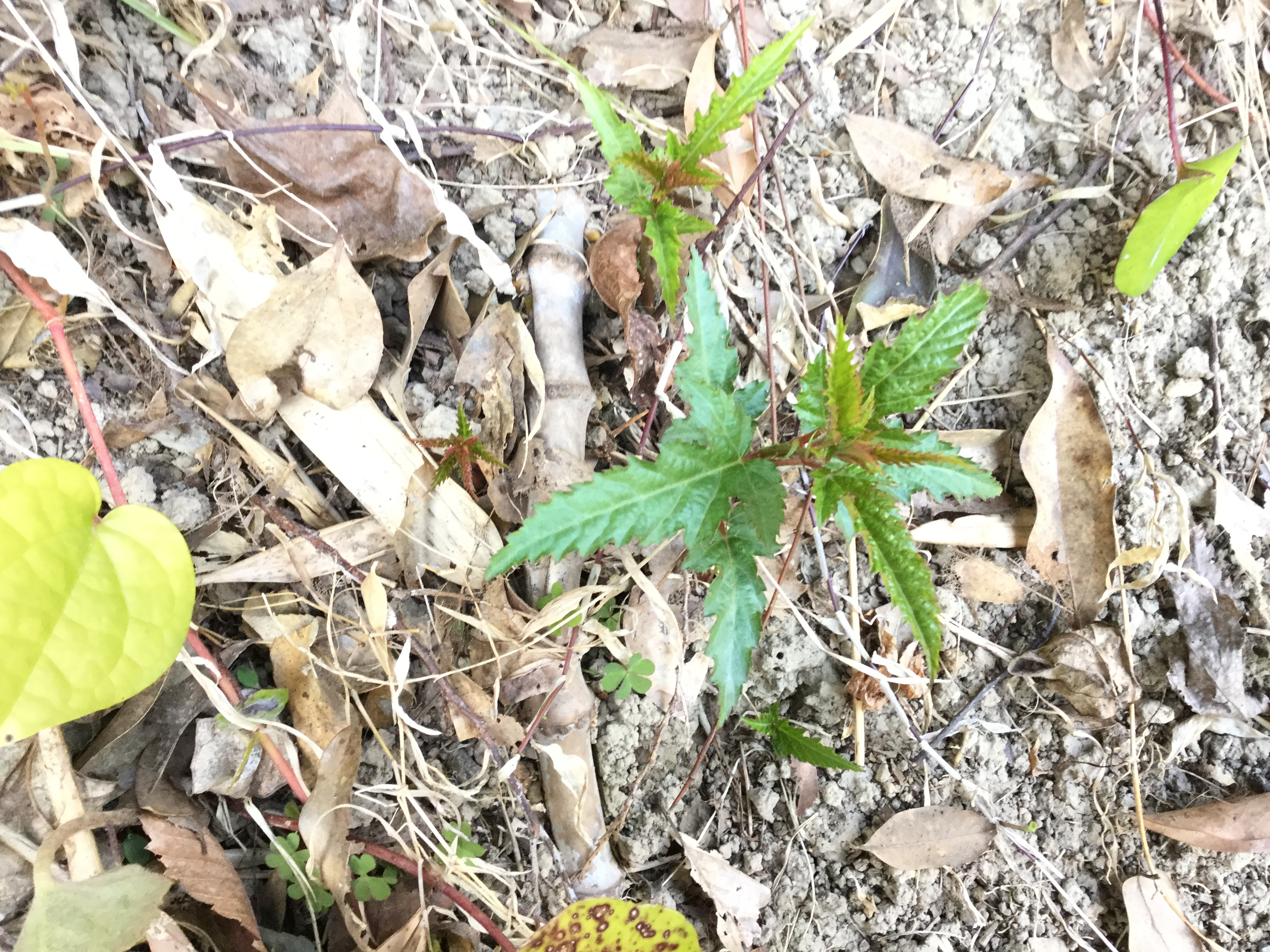
地下茎から出てきたシュート(宮崎県宮崎市)
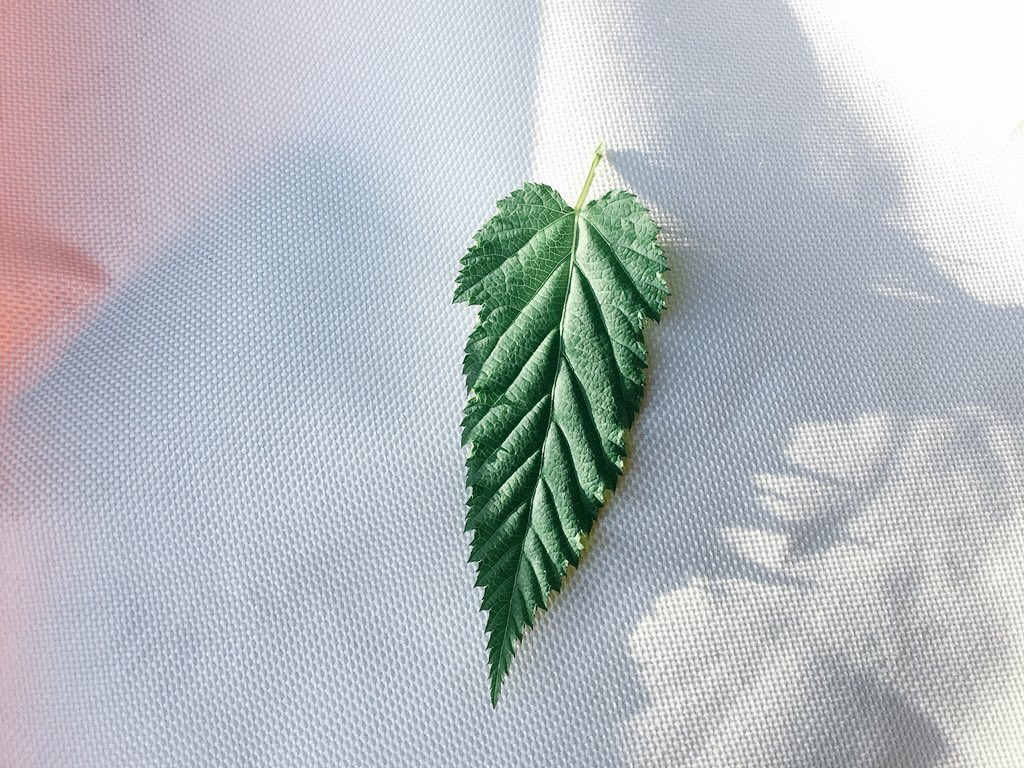
三裂した浅裂葉(宮崎県宮崎市)
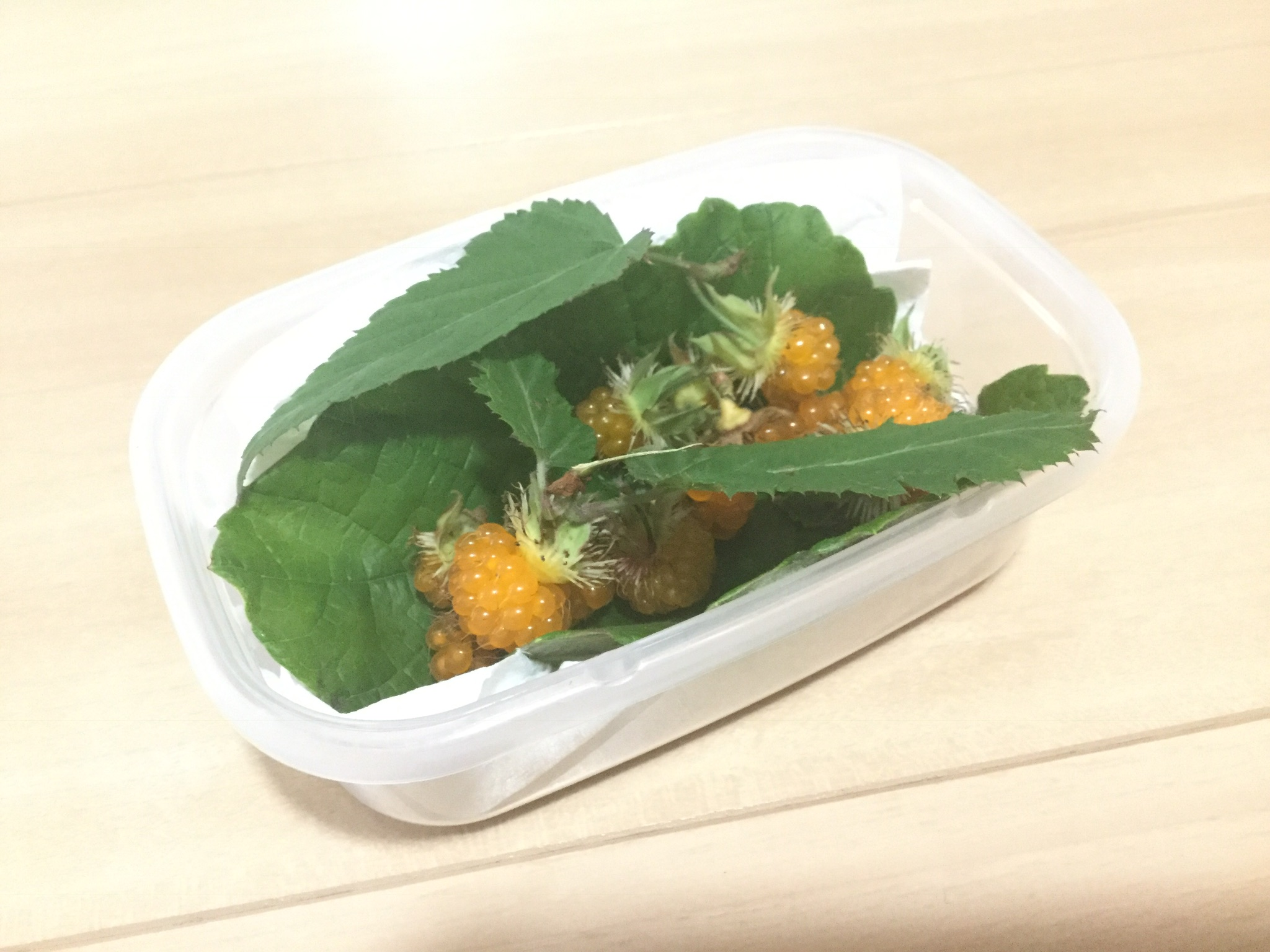
ナガバモミジイチゴの果実(宮崎県宮崎市)
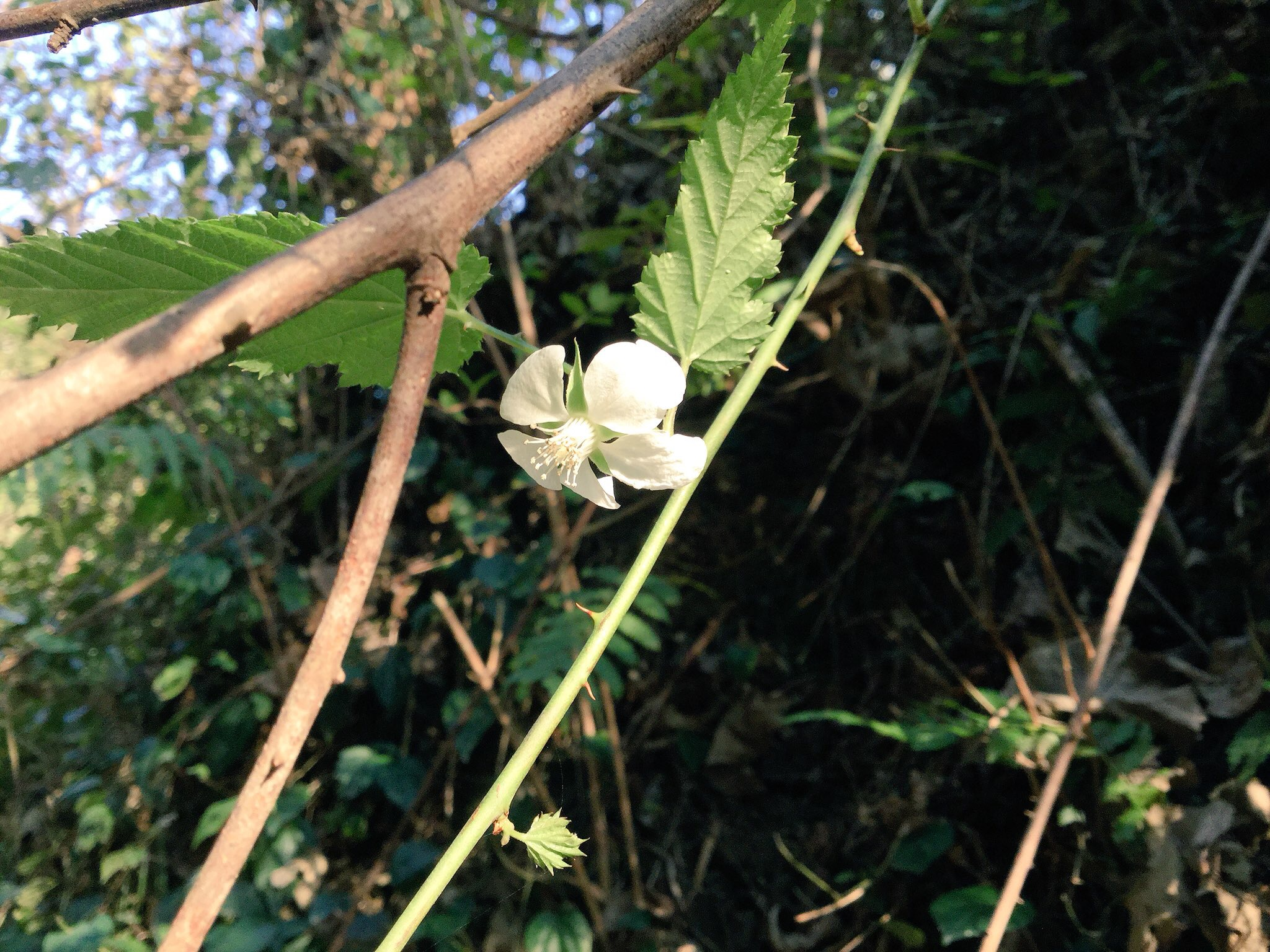
花弁が丸いタイプの花(宮崎県宮崎市)